# Jakovlev Jak-52

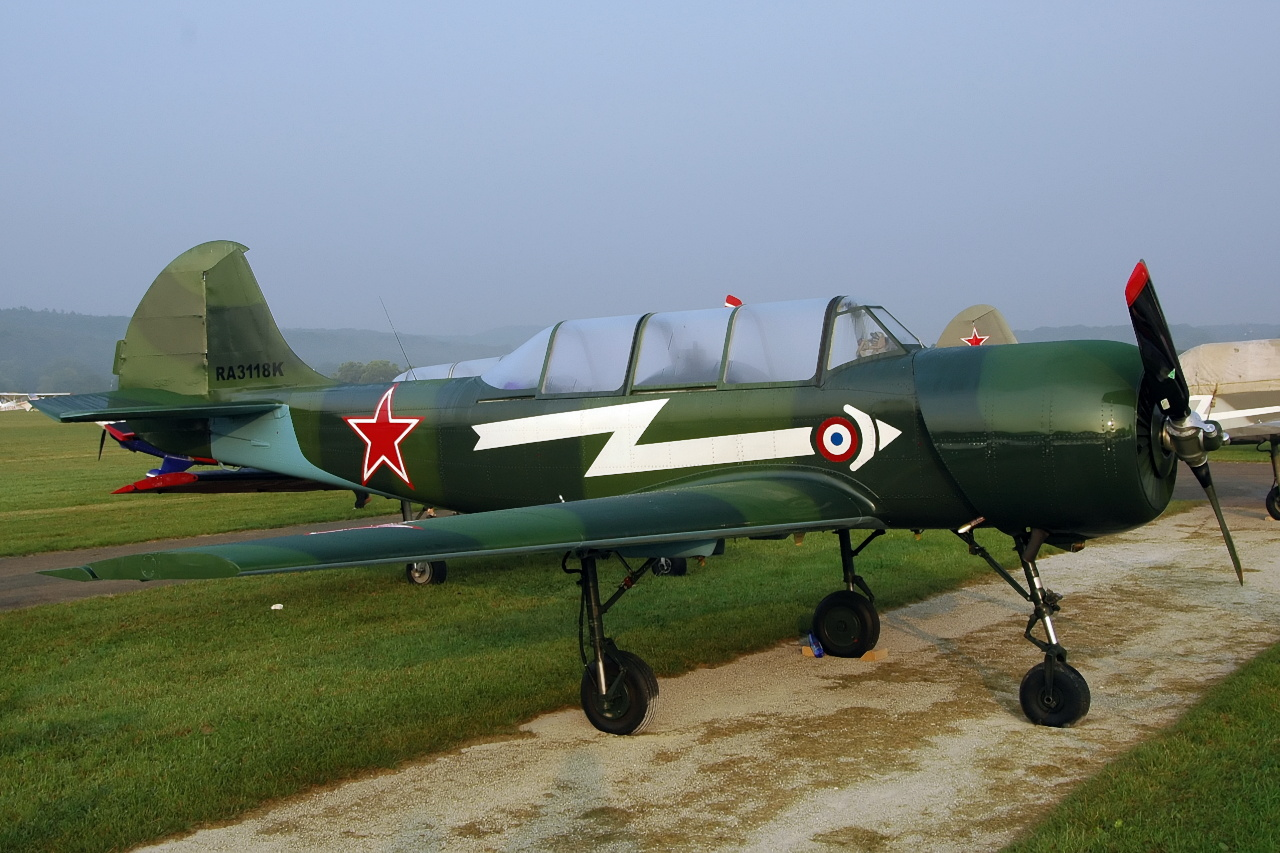
Jak-52 (Classic Aviation Company)

Ritning av Jakovlev Jak-52.

Jakovlev Jak-52 är ett enmotorigt propellerplan.
Planet har tre infällbara hjul (finns även en version med hjul i aktern) som tillverkades i Rumänien under licens i samband med avtal inom nedlagda handelsorganisationen COMECON. 
Den ursprungliga konstruktionen gjordes av Jakovlev i Sovjetunionen. Tillverkningen har fortsatt efter COMECONs sammanbrott. Planet används som skol- och akrobatikflygplan och har exporterats till många länder då det har varit billigt i inköp och lätt att underhålla samt är spektakulärt som akrobatikflygplan.

## Militära inköp
Armenien
- Armeniska flygvapnet - 10

Vitryssland
- DOSAAF (Vitryssland)

Bulgarien
- Bulgariska flygvapnet

Georgien
- Georgiska flygvapnet

Ungern
- Ungerskt flygvapen - 7

Lettland
- Lettiska flygvapnet

Litauen
- Lithuanian National Defense Volunteer Forces

Rumänien
- Rumänska flygvapnet - 12

Ryssland
- DOSAAF Ryssland

Ukraina
- DOSAAF Ukraina

Sovjetunionen
- DOSAAF
- Sovjetiska flygvapnet

Turkmenistan
- Turkmenistan militär

Vietnam
- Vietnam People's Air Force - 36

## Liknande plan
- Jakovlev Jak-50